# ادواردو مدیکا
ادواردو مدیکا (اسپانیایی: Eduardo Medica‎؛ زاده ۱۰ فوریهٔ ۱۹۷۶) یک تنیس‌باز اهل آرژانتین است.